# Johann Matthias Deutsch
Johann Matthias Deutsch (* 6. Juni 1797 in Euren; † 10. Juli 1858 in Merchingen) war ein Pfarrer und landwirtschaftlicher Reformer.

Pfarrer Johann Matthias Deutsch, Ausschnitt aus einem Gemälde von Franz Xaver Leidinger: Pfarrerkonferenz (1843, 84 cm × 63 cm, Pfarrhaus Beckingen)

## Leben
Johann Matthias Deutsch wurde am 6. Juni 1797 in Euren bei Trier geboren und stammte aus einer Bauernfamilie. Er wurde 1820 im Dom zu Trier zum Priester geweiht und kam nach seiner Vikariatszeit in Noviand an der Mosel 1824 nach Merchingen. Er war der erste in Merchingen residierende Pfarrer.
In Merchingen fand er eine Pfarrei vor, die vor großen Herausforderungen stand. Einmal waren noch deutlich die Folgen der französischen Revolution zu spüren und zum anderen vergrößerte sich mit dem Anstieg der Bevölkerung und veränderten Eigentumsregelungen die Armut.
Pastor Deutsch sah den Schlüssel zur Verbesserung der Situation der Bevölkerung in der Reformierung der Landwirtschaft. Er führte den von Mathieu de Dombasle entwickelten eisernen Pflug ein, er verbesserte die Dreifelderwirtschaft durch die Fruchtfolge und brachte neue Kulturpflanzen zum Anbau, wie die Luzerne. Er engagierte sich als Direktor der landwirtschaftlichen Local-Abtheilung von 1840 bis 1848 der Kreise Saarlouis, Merzig und Saarburg und publizierte zahlreiche landwirtschaftliche Fachartikel.
Pastor Deutsch fand in Wilhelm Tell von Fellenberg einen Weggefährten, der sich ebenfalls im Geiste der Sozialwirtschaft um die Menschen kümmerte. Pastor Deutsch wie Fellenberg wollten durch Bildung und mit einer sinnvollen Beschäftigung die Selbständigkeit der Menschen stärken, um den Wohlstand und die „Sittlichkeit“ der Gesellschaft zu heben. Fellenberg hatte die Idee, eine Ackerbauschule zu gründen, und schlug diese Idee in einem Brief dem Oberregierungspräsidenten von Schaper in Koblenz vor. Für die Ackerbauschule, die die erste dieser Art in der Rheinprovinz werden sollte, sah er in Johann Matthias Deutsch als einem „tüchtigen Landwirt, der seine Gemeinde landwirtschaftlich und sittlich auffallend gehoben hatte“, den geeigneten Leiter. 1846 wurde in Merchingen die Ackerbauschule als Internat gegründet. In den Statuten beschreibt Deutsch das Ziel der Schule: „Die Schule hat zum Zwecke junge Leute in den Hauptzweigen der Landwirtschaft theoretisch und praktisch zu bilden, damit sie später ein bäuerliches Gut für sich oder Andere auf eine möglichst vorteilhafte Art bauen können.“ Der Schule war keine lange Wirkungsdauer beschieden. Bereits 1852 musste sie schließen, da sie in der Landbevölkerung nicht die gewünschte Resonanz fand. Die Idee der landwirtschaftlichen Schulen jedoch wurde mit den in Merchingen erworbenen Erfahrungen weitergeführt. Nachfolgeeinrichtungen wurden in Niederweis bei Bitburg und später im Roscheiderhof bei Konz aufgebaut.
Pastor Deutsch wurde 1857 in den Ruhestand nach Konz versetzt. Eine Bildungsreise führte ihn in die Schweiz und dort informierte er sich über das Wirken Pestalozzis. Ihm schwebte die Errichtung eines Waisenhauses vor. Als er dabei bei dem am Ort ansässigen Orden der Franziskanerinnen auf Unverständnis stieß, wollte er das Projekt in Merchingen umsetzen, wo auch sein Neffe Hilarius Deutsch lebte. Am Tage seiner Ankunft, am 10. Juli 1858, starb er in dem Dorf, in dem er über 32 Jahre als Pfarrer und Philanthrop im Geiste der Aufklärung gewirkt hatte.